# Hopeless Fountain Kingdom
Hopeless Fountain Kingdom là album phòng thu thứ hai của nữ ca sĩ người Mĩ Halsey. Nó được phát hành vào ngày 2 tháng 6 năm 2017 bởi hãng đĩa Astralwerks và đứng đầu bảng xếp hạng Billboard 200 tại Hoa Kỳ.

## Tên album và chất nhạc
Billboard đã chỉ ra rằng tựa đề của album được đặt theo tên một đài phun nước thật được xây dựng bởi bạn trai cũ của Halsey tại một con phố trùng tên với cô nằm trong thành phố Brooklyn. Về phần nhạc, album chủ yếu có chất nhạc pop, đặc biệt là synth-pop.

## Bối cảnh và phong cách âm nhạc
Hopeless Fountain Kingdom là một concept album gắn kết với album trước của cô (Badlands) và Halsey đã giải thích về những sự tương đồng về lời hát của các ca khúc trong 2 album. Cô cũng gợi ý rằng một số bài hát của album được lấy cảm hứng từ bài hát Empty Gold trong EP đầu tay của cô, Room 93. Câu chuyện của album cũng bị ảnh hưởng phần lớn bởi tác phẩm kinh điển Romeo và Juliet của William Shakespeare, với bài hát đầu tiên trong album "The Prologue" là đoạn mở đầu của vở kịch nói trên được đọc lại bởi Halsey. Nguồn cảm hứng của album cũng từ trải nghiệm của cô khi cố gắng thoát khỏi một mối quan hệ độc hại.
Album được biết đến bởi việc hoán đổi giới tính của Romeo và Juliet và bao gồm cả các mối quan hệ đồng giới. Nhân vật chính của câu chuyện là một phụ nữ song tính mang tên Luna Aureum (Luna có nghĩa là "mặt trăng") và người yêu của cô ấy, một chàng trai mang tên Solis Angelus (Solis có nghĩa là "mặt trời") với những ẩn ý về sự thích thú dành cho nữ giới của Luna qua các bài hát "Bad at Love" và "Strangers", hợp tác với Lauren Jauregui, cũng là một phụ nữ song tính.
Trong đoạn clip hậu trường của video âm nhạc dành cho "Now or Never", Halsey tiết lộ rằng Hopeless Fountain Kingdom (tạm dịch là Vương quốc Đài phun Vô vọng) là một thứ để rửa tội cho những kẻ xấu số không thể đến với thiên đàng, nhưng lại quá dư thừa để đến với địa ngục. Luna và Solis được đồn đoán là hai người duy nhất được sinh ra trong vương quốc này. Video âm nhạc dành cho "Now or Never" được truyền cảm hứng rất nặng từ bộ phim Romeo + Juliet (1996) của đạo diễn Baz Luhrmann.
Về phần nhạc, Halsey cho rằng cô chưa từng mong album đầu tay của mình là một album thân thiện với các đài phát thanh và mặc dù cho album này có nhiều bài hát thân thiện với các đài phát thanh hơn, cô vẫn tự xem mình là một nghệ sĩ thuộc dòng nhạc alternative hơn là pop. Halsey cũng nói rằng cô có "trình độ viết nhạc chất lượng hơn các bài hát chỉ dành cho radio". Với album này, Halsey đã hợp tác với một số tên tuổi như Greg Kurstin, Benny Blanco và Ricky Reed.

## Đĩa đơn
Đĩa đơn mở đường, "Now or Never" được phát hành vào ngày 4 tháng 4 năm 2017 cùng với việc cho phép đặt hàng trước album. Cùng ngày hôm đó, video âm nhạc của bài hát, được đạo diễn bởi Halsey và Sing J Lee được ra mắt. Bài hát mở màn ở vị trí thứ 50 trên bảng xếp hạng Billboard Hot 100 tại Hoa Kỳ, sau đó vươn tới vị trí cao nhất của nó là 17. Nó trở thành đĩa đơn đầu tiên của cô (như một nghệ sĩ chính) lọt vào top 40 của bảng xếp hạng trên.
"Bad at Love" được thông báo trên Twitter của Halsey như là đĩa đơn thứ hai từ album. Bài hát đạt đến vị trí thứ 5 trên bảng xếp hạng Billboard Hot 100 tại Hoa Kỳ, trở thành đĩa đơn solo top 10 đầu tiên của cô tại quốc gia này.
Một bản phối lại của bài hát "Alone" được Halsey thông báo trên Twitter là đĩa đơn thứ ba từ album, với sự góp mặt của 2 rapper Big Sean và Stefflon Don. Nó đã vươn đến vị trí thứ 66 trên Billboard Hot 100.

### Đĩa đơn quảng bá
Vào ngày 4 tháng 5 năm 2017, "Eyes Closed" được phát hành như là đĩa đơn quảng bá đầu tiên cho album.
Vào ngày 26 tháng 5, "Strangers" được phát hành như là đĩa đơn quảng bá thứ hai cho album, hợp tác với Lauren Jauregui, thành viên nhóm nhạc Fifth Harmony. Nó ra mắt tại vị trí cuối bảng trên Billboard Hot 100.

## Đánh giá
| Đánh giá chuyên môn  | Đánh giá chuyên môn |
| Điểm trung bình      | Điểm trung bình     |
| Nguồn                | Đánh giá            |
| -------------------- | ------------------- |
| AnyDecentMusic?      | 6.7/10              |
| Metacritic           | 66/100              |
| Nguồn đánh giá       |                     |
| Nguồn                | Đánh giá            |
| AllMusic             | [ 5 ]               |
| Consequence of Sound | B                   |
| NME                  | [ 7 ]               |
| The Observer         | [ 8 ]               |
| Pitchfork            | 6.5/10              |
| Rolling Stone        | [ 10 ]              |
| PopMatters           | [ 11 ]              |

Chuyên trang tổng hợp các đánh giá Metacritic, cho album số điểm trung bình 66/100 dựa trên 10 đánh giá khác nhau của các nhà phê bình. Rob Sheffield của tờ Rolling Stone cho rằng Halsey đã thể hiện được "những ham muốn quang dã của cô ấy bằng những giai điệu" trong album thứ hai của mình một cách "liều lĩnh". Jon Caramanica của tờ The New York Times cho rằng album "vay mượn phong cách âm nhạc của các ca sĩ khác". Ông ấy nhấn mạnh: "Cái mà album này làm nổi bật ở con người của Halsey là về chủ đề của nó và cách thức mà nó truyền tới tai người nghe", tuy nhiên, "không có một sự đột phá nào về khía cạnh âm nhạc trong album này mà chỉ là một sự tin tưởng vào những ý kiến mang tính quần chúng."

## Diễn biến thương mại
Hopeless Fountain Kingdom ra mắt ở vị trí quán quân trên bảng xếp hạng Billboard 200 của Hoa Kỳ với tổng cộng 106.000 bản bán ra, với 76.000 bản thuần. Điều này khiến cho Halsey là nghệ sĩ nữ đầu tiên trong năm 2017 đứng đầu bảng xếp hạng nói trên. Ở Úc, album ra mắt ở vị trí á quân với doanh số tuần đầu là 4.300 bản. Tại Anh, album ra mắt tại vị trí thứ 12 trên bảng xếp hạng UK Albums Chart, với doanh số tuần đầu là 7.123 bản.

## Danh sách bài hát
| Phiên bản tiêu chuẩn | Phiên bản tiêu chuẩn                    | Phiên bản tiêu chuẩn                                                      | Phiên bản tiêu chuẩn                  | Phiên bản tiêu chuẩn |
| STT                  | Nhan đề                                 | Sáng tác                                                                  | Nhà sản xuất                          | Thời lượng           |
| -------------------- | --------------------------------------- | ------------------------------------------------------------------------- | ------------------------------------- | -------------------- |
| 1.                   | "The Prologue"                          | Ashley Frangipane Peder Losnegård Chris Braide                            | Lido                                  | 1:47                 |
| 2.                   | "100 Letters"                           | Frangipane Eric Frederic                                                  | Ricky Reed                            | 3:29                 |
| 3.                   | "Eyes Closed"                           | Frangipane Abel Tesfaye Benjamin Levin Nathan Perez Magnus August Høiberg | Benny Blanco Happy Perez Cashmere Cat | 3:22                 |
| 4.                   | "Alone"                                 | Frangipane Frederic Dan Wilson Josh Carter Anthony Hester                 | Ricky Reed Carter [a]                 | 3:25                 |
| 5.                   | "Now or Never"                          | Frangipane Brittany Hazzard Levin Perez Høiberg                           | Benny Blanco Cashmere Cat Happy Perez | 3:34                 |
| 6.                   | "Sorry"                                 | Frangipane Greg Kurstin                                                   | Kurstin                               | 3:40                 |
| 7.                   | "Good Mourning"                         | Frangipane Losnegård                                                      | Lido                                  | 1:07                 |
| 8.                   | "Lie" (featuring Quavo)                 | Frangipane Quavious Marshall Losnegård                                    | Lido                                  | 2:29                 |
| 9.                   | "Walls Could Talk"                      | Frangipane Losnegård                                                      | Lido                                  | 1:41                 |
| 10.                  | "Bad at Love"                           | Frangipane Frederic Justin Tranter Rogét Chahayed                         | Ricky Reed Chahayed [b]               | 3:01                 |
| 11.                  | "Strangers" (featuring Lauren Jauregui) | Frangipane Kurstin                                                        | Kurstin                               | 3:41                 |
| 12.                  | "Devil in Me"                           | Frangipane Sia Furler Kurstin                                             | Kurstin                               | 4:09                 |
| 13.                  | "Hopeless" (featuring Cashmere Cat)     | Frangipane Levin Høiberg Joshua Coleman                                   | Benny Blanco Cashmere Cat             | 3:07                 |
| Tổng thời lượng:     | Tổng thời lượng:                        | Tổng thời lượng:                                                          | Tổng thời lượng:                      | 38:32                |

| Phiên bản bổ sung độc quyền tại iTunes | Phiên bản bổ sung độc quyền tại iTunes       | Phiên bản bổ sung độc quyền tại iTunes                                 | Phiên bản bổ sung độc quyền tại iTunes | Phiên bản bổ sung độc quyền tại iTunes |
| STT                                    | Nhan đề                                      | Sáng tác                                                               | Nhà sản xuất                           | Thời lượng                             |
| -------------------------------------- | -------------------------------------------- | ---------------------------------------------------------------------- | -------------------------------------- | -------------------------------------- |
| 14.                                    | "Alone" (featuring Big Sean và Stefflon Don) | Frangipane Frederic Wilson Carter Hester Sean Anderson Stephanie Allen | Reed Carter [a]                        | 3:27                                   |

| Phiên bản sang trọng | Phiên bản sang trọng                    | Phiên bản sang trọng                     | Phiên bản sang trọng                  | Phiên bản sang trọng |
| STT                  | Nhan đề                                 | Sáng tác                                 | Nhà sản xuất                          | Thời lượng           |
| -------------------- | --------------------------------------- | ---------------------------------------- | ------------------------------------- | -------------------- |
| 4.                   | "Heaven in Hiding"                      | Frangipane Kurstin                       | Kurstin                               | 3:27                 |
| 5.                   | "Alone"                                 | Frangipane Frederic Wilson Carter Hester | Ricky Reed Carter [a]                 | 3:25                 |
| 6.                   | "Now or Never"                          | Frangipane Hazzard Levin Perez Høiberg   | Benny Blanco Cashmere Cat Happy Perez | 3:34                 |
| 7.                   | "Sorry"                                 | Kurstin Frangipane                       | Kurstin                               | 3:40                 |
| 8.                   | "Good Mourning"                         | Frangipane Losnegård                     | Lido                                  | 1:07                 |
| 9.                   | "Lie" (featuring Quavo)                 | Frangipane Marshall Losnegård            | Lido                                  | 2:29                 |
| 10.                  | "Walls Could Talk"                      | Frangipane Losnegård                     | Lido                                  | 1:41                 |
| 11.                  | "Bad at Love"                           | Frangipane Frederic Tranter Chahayed     | Ricky Reed Chayahayed [b]             | 3:01                 |
| 12.                  | "Don't Play"                            | Frangipane Losnegård                     | Lido                                  | 3:30                 |
| 13.                  | "Strangers" (featuring Lauren Jauregui) | Frangipane Kurstin                       | Kurstin                               | 3:41                 |
| 14.                  | "Angel on Fire"                         | Frangipane Kurstin                       | Kurstin                               | 3:14                 |
| 15.                  | "Devil in Me"                           | Frangipane Furler Kurstin                | Kurstin                               | 4:09                 |
| 16.                  | "Hopeless" (featuring Cashmere Cat)     | Frangipane Levin Høiberg Coleman         | Benny Blanco Cashmere Cat             | 3:07                 |
| Tổng thời lượng:     | Tổng thời lượng:                        | Tổng thời lượng:                         | Tổng thời lượng:                      | 48:43                |

| Phiên bản sang trọng độc quyền tại iTunes | Phiên bản sang trọng độc quyền tại iTunes     | Phiên bản sang trọng độc quyền tại iTunes               | Phiên bản sang trọng độc quyền tại iTunes | Phiên bản sang trọng độc quyền tại iTunes |
| STT                                       | Nhan đề                                       | Sáng tác                                                | Nhà sản xuất                              | Thời lượng                                |
| ----------------------------------------- | --------------------------------------------- | ------------------------------------------------------- | ----------------------------------------- | ----------------------------------------- |
| 17.                                       | "Alone" (featuring Big Sean and Stefflon Don) | Frangipane Frederic Wilson Carter Hester Anderson Allen | Reed Carter [a]                           | 3:27                                      |

Ghi chú
- ^[a]  là đồng sản xuất
- ^[b]  là nhà sản xuất phụ
- "Alone" có lấy mẫu của bài hát "Nothing Can Stop Me", viết bởi Tony Hester và thu âm bởi Marilyn McCoo và Billy Davis Jr..

## Xếp hạng
| Bảng xếp hạng (2017)                     | Vị trí cao nhất |
| ---------------------------------------- | --------------- |
| Album Úc (ARIA)                          | 2               |
| Album Áo (Ö3 Austria)                    | 20              |
| Album Bỉ (Ultratop Vlaanderen)           | 14              |
| Album Bỉ (Ultratop Wallonie)             | 64              |
| Album Canada (Billboard)                 | 1               |
| Album Cộng hòa Séc (ČNS IFPI)            | 20              |
| Album Đan Mạch (Hitlisten)               | 24              |
| Album Hà Lan (Album Top 100)             | 15              |
| Album Phần Lan (Suomen virallinen lista) | 17              |
| Album Pháp (SNEP)                        | 83              |
| Album Đức (Offizielle Top 100)           | 27              |
| Greek Albums (IFPI)                      | 26              |
| Album Ireland (IRMA)                     | 7               |
| Album Ý (FIMI)                           | 15              |
| Album New Zealand (RMNZ)                 | 6               |
| Album Na Uy (VG-lista)                   | 11              |
| Album Ba Lan (ZPAV)                      | 22              |
| Album Bồ Đào Nha (AFP)                   | 16              |
| Album Scotland (OCC)                     | 13              |
| Album Tây Ban Nha (PROMUSICAE)           | 13              |
| Album Thụy Điển (Sverigetopplistan)      | 27              |
| Album Thụy Sĩ (Schweizer Hitparade)      | 24              |
| Album Anh Quốc (OCC)                     | 12              |
| Album Hoa Kỳ Billboard 200               | 1               |

| Bảng xếp hạng (2017)   | Vị trí |
| ---------------------- | ------ |
| Úc (ARIA)              | 81     |
| Bỉ (Ultratop Flanders) | 194    |
| Hoa Kỳ Billboard 200   | 61     |

## Chứng nhận
| Quốc gia | Chứng nhận | Số đơn vị/doanh số chứng nhận |
| --- | ---------- | ----------------------------- |
| Brasil (Pro-Música Brasil) | Gold       | 20,000‡                       |
| Canada (Music Canada) | Gold       | 40.000^                       |
| Hoa Kỳ (RIAA) | Platinum   | 1.000.000‡                    |
| * Chứng nhận dựa theo doanh số tiêu thụ. ^ Chứng nhận dựa theo doanh số nhập hàng. ‡ Chứng nhận dựa theo doanh số tiêu thụ và phát trực tuyến. |            |                               |